# Kelemen Pál
Kelemen Pál (Budapest, 1894. április 24. – La Jolla, 1993. február 15.) magyar-amerikai régész és művészettörténész, aki jelentősen hozzájárult a prekolumbiánus művészet kutatásához. Elsőként ismerte fel a középkori spanyol koloniál építészet jelentőséget az amerikai kontinensen. Munkásságát Ecuador állam az Order of Merit kitüntetéssel jutalmazta.

## Élete
Kelemen Budapesten született. Művészettörténeti tanulmányait Budapesten, Münchenben és Párizsban folytatta. Az első világháborúban négy évig huszártisztként szolgált, és szemtanúja volt többek közt Lemberg elestének is.
A háború után a kora keresztény és bizánci művészet történetét tanulta, majd 1932-ben kitelepült az Egyesült Államokba. 1932 május. 2-án feleségül vette Elisabeth Hutchins Zulaufot, majd hét évvel később megkapta az amerikai állampolgárságot.

## Tudományos karrier
Kelemen számos kulturális megbízást kapott Latin-Amerikában, ezek közül többet a U.S. Department of State (Szövetségi Külügyminisztérium) kulturális részlege szervezett. Emellett művészettörténeti témájú előadásokat tartott az USA-ban, Latin-Amerikában és Európában is. Kutatott a Royal Antropological Institute-ban, az Arizonai Egyetem pedig díszdoktorrá avatta.
Több művészettörténeti könyvet írt, többek közt El Grecóról. Számos tudományos publikációja mellett szócikkeket írt az Encyclopædia Britannicának.
Alapító tagja volt a magyar bibliofil társaságnak.
Részt vett a Dumbarton Oaks-szobor körüli tudományos vitában, és a szobor hitelessége mellett érvelt.
A kaliforniai La Jollában hunyt el 98 éves korában.

## Fordítás
- Ez a szócikk részben vagy egészben  a   Pál Kelemen című angol Wikipédia-szócikk ezen változatának fordításán alapul.  Az eredeti cikk szerkesztőit annak laptörténete sorolja fel. Ez a jelzés csupán a megfogalmazás eredetét és a szerzői jogokat jelzi, nem szolgál a cikkben szereplő információk forrásmegjelöléseként.